# Grabina (Łódź-est)
Pour les articles homonymes, voir Grabina.
Grabina (prononciation [ɡraˈbina]) est un village de la gmina de Nowosolna, du powiat de Łódź-est, dans la voïvodie de Łódź, situé dans le centre de la Pologne.
Il se situe à environ 11 kilomètres au nord-est de Łódź (siège du powiat et capitale de la voïvodie).

## Administration
De 1975 à 1998, le village était attaché administrativement à l'ancienne voïvodie de Łódź.

Depuis 1999, il fait partie de la nouvelle voïvodie de Łódź.